# البعثية في إسبانيا
أُطلِق مسمى البعثية على تلك الحركة الفكرية التي نشأت في نهايات القرن التاسع عشر وبدايات القرن العشرين، تناولت أسباب الانحطاط الذي عانت منه إسبانيا بطريقة موضوعية وعلمية. وعلى الرغم من ظهورها في وقتٍ واحد مع جيل الـ98 وتأثرهما بظروفٍ مشابهة جعلت أعمالهم تحاكي الواقع الأسود والتشاؤمي الذي عاشته إسبانيا، إلا أن الاختلاف بينهما يكمن في أن روّاد البعثية يميلون للطرح الموضوعي والموثّق، بينما يميل جيل الـ98 للطرح الأدبي المتمحور حول ذات الكاتب جاعلا لغته أكثر أدبية وفنية.
أما بالنسبة للممثل الرئيسي للحركة هو خواكين كوستا الأراغوني. أضحت الحركة ذات طبيعة عرضية شديدة، مع التجدد للمثل العليا المحافظة والتقدمية والجمهورية، وإن مالت إلى الطابع الأفريقي.

## أصل المصطلح
لقد ظهر مصطلح regeneración لأول مرة في إسبانيا في القرن التاسع عشر، إذ كان يُستخدم في المجال الطبي أكثر منه في غيره. فكلمة regeneración تعني تجديد وبذلك فهي تُعبّر عن قدرة الكائنات الحية على تجديد خلاياها وأنسجتها حين تعرضها للتلف، أي أن «تجديد» هو المرادف للتلف والفساد.
في الواقع، هذا المسمى هو التفاف لتسليط الضوء على القلق القديم الذي ساور المثقفين والمفكرين حول إسبانيا وهو ما عبّروا عنه في السادس عشر والسابع عشر من خلال أعمال أربيتريستاس -بالإسبانية: arbitristas وهي جماعة تقترح خططا لإنقاذ البلاد-. أما في القرن الثامن عشر فقد عبّروا عن ذلك القلق من خلال حركة التنوير والإصلاح البربوني.
وفي نهايات القرن التاسع عشر والعشرين صار يُطلق هذا المصطلح على جماعة المعارضة ضد النظام السياسي لكانوباس Cánovas -الذي دعم رجوع النظام الملكي البربوني إلى عرش إسباينا- فأحدث بذلك انقلاباً في سياسة حكم البلاد بين الأحزاب الحاكمة (المحافظين والتقدميين) لينشأ بعد الحرب الكارلية فترة من استقرار زائف ارتكز بشكل أساسي على الفساد السياسي وأخفى تحت غطاءه البؤس الحقيقي للشعب والتوزيع الاقتصادي السيئ الذي كان أحد إرهاصات الثورة الصناعية المتأخرة. وكذلك ظهرت الكاثيكية كشكل من أشكال الحكم في المجتمعات الريفية، وانتشرت في البلاد الانتخابات المزيفة وتركزت السلطة -السياسية والاقتصادية- في يد الأقلية، الأمر الذي أدى إلى إقصاء دور البرجوازية التي كانت مسيطرة. وعمليا فقد تم مصادرة جميع الأراضي الخصبة في الريف الإسباني من محتالين وملاك أراضي غير مُنتِجة، وظهر استغلال واضح للشريحة الفقيرة العاملة في المجتمع.
تم تعريف هذا المصطلح فكريا من خلال حركة الكراوسية بالإسبانية: Krausismo وهي فلسفة فكرية تدعم الوعي الفكري. مثّلها في إسبانيا الفيلسوف الإسباني خوالين سانثا ديل ريو Julián Sanz del Río.

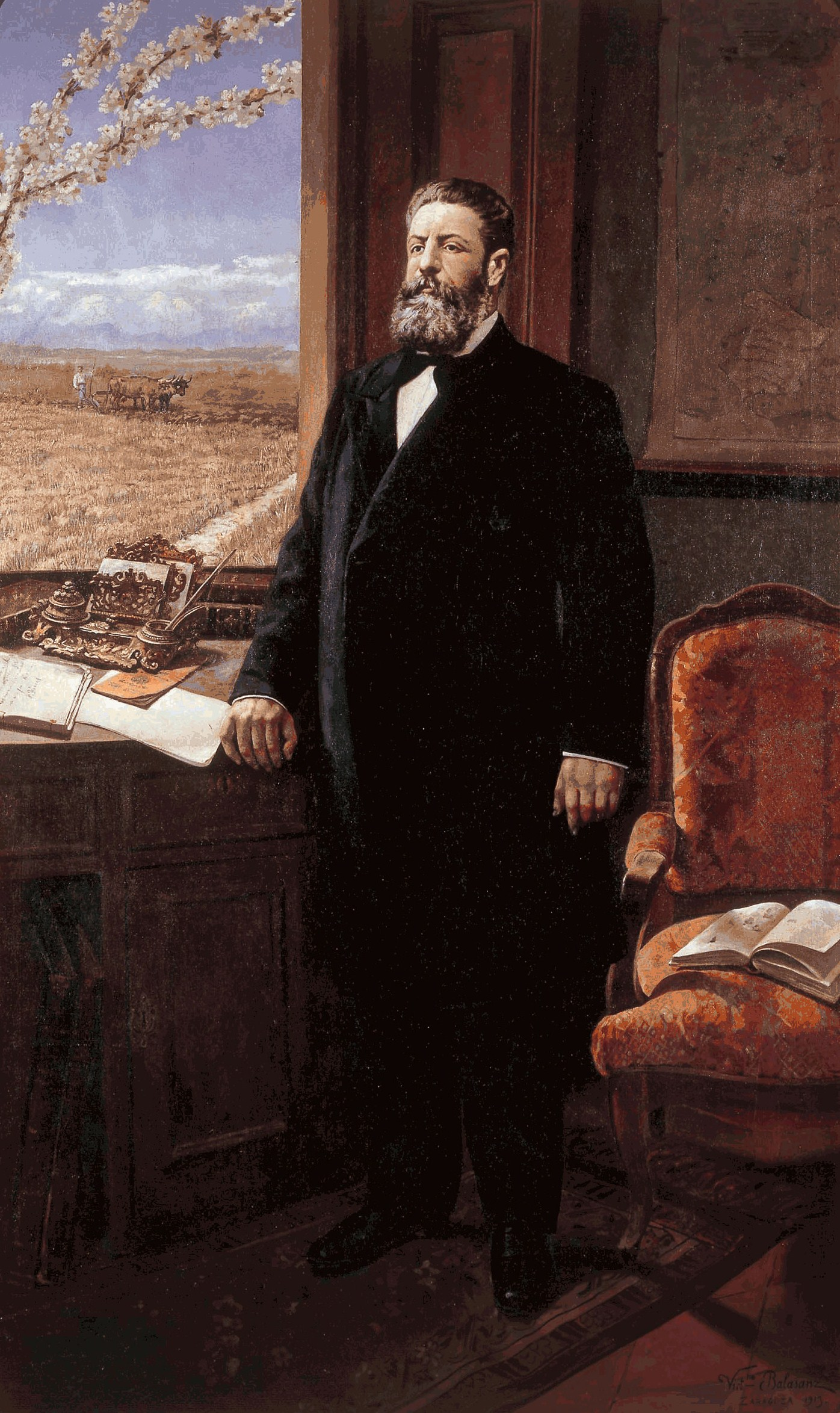
لوحة للكاتب خواكين كوستا، قائد حركة البعثية، 1913

## مجلات البعثية
حاول مفكرو الحركة البعثية صياغة فكرة جديدة عن إسبانيا مبنية على الأصالة، لذا كان لا بد أن يزيلوا الأقنعة عن إسبانيا الزائفة من خلال نشر دراسات وأعمال في مجلّات واسعة الانتشار، وسبقها مجلّات أخرى تنتمي لجيل الـ98 حيث يصعب في مكانٍ ما التميز بينها. بلا شك، كانت المجلة الأولى هي المجلة المعاصرة la Revista Contemporánea، التي تأسست في عام 1907 من قبل خوسيه ديل بيروخو José del Perojo. كان خوسيه رجلا مشبعا جدا بمثاليات البعثية وعدّها في بداياته مؤسسة تعليمية مجانية مع العديد من المتعاونين كأمثال رفاييل ألتراميرا Rafael Altamira، وخوليان سانت ديل ريو Julián Sanz del Río، ورافاييل ماريا دي لابرا Rafael María de Labra وأربانو غونثاليث سيرانوUrbano González Serrano، وهي شخصيات تمكنت من إبراز أهمية التيارات الجمالية والفلسفية الأوروبية، وبذلك تحرروا من الارتباط المحصور بالتقاليد الثقافية الإسبانية.
حظي خوسيه بمكانة مرموقة خلال سنوات إدارته لمجلة إسبانيا الحديثة 1889-1914 التي تأسست على يد خوسيه لاثارو غالسيانو José Lázaro Galdiano، حيث كانت تقدّم للقراء ما كانت تتناوله مجلة ريفو دي دور الفرنسية. كما تجدر الإشارة إلى أن خوسيه حاول جاهدا تمثيل «جوهر الفكري المعاصر» حيث برز لديه التوجه الأوروبي الذي يصلح لأن يكون به الوسيط الروحي للعالمية.
وفي المجلة ذاتها تعاون الكثير من الشخصيات من أهمها: راميرو دي ميزتو Ramiro de Maeztu وميغيل دي أونامونو.
كما يجدر ذكر مجلة المسرح الناقد الجديد، حيث ظهرت فيه المؤلفة الوحيدة ايميليا باردو باثان، وذلك بسبب نظرياتها الأدبية وفكرها الذي تمثل بالأوروبية ودعمه للحركة الأنثوية.
ومن بين المجلات التي نشرت أفكار المثقفين من جيل الـ98 يمكن ذكر مجلة «خيرميال Germinal». فعلى الرغم من كونها تختص بنشر الأعمال الأدبية الإسبانية قبل ظهور جيل الـ98 عندما كانت بإدارة خواكين، إلا أنه تظهر فيها قائمة بكل أسماء التابعين لهذا الجيل ما عدا أونامونو وأثورين. واشتهرت هذه المجلة بتمردها على القيم الثابتة.
أما بالنسبة للمجلة الأسبوعية الحياة الجديدة Vida Nueva فقد تأسست في حزيران 1898 وبقيت حتى عام 1900. وبالنسبة لموضوعاتها، فهي شبيهة بمجلة خيرمينال، لكن مجلة الحياة الجديدة ضمت الكثير من الشخصيات المهمة التي تنتمي لجيل الـ98 أبرزها أونامونو ومايثتو.
وأخيرا مجلة الروح الإسبانية Alma Española الذي يقتضي اسمها تناول المواضيع حول روح متمردة تبحث عن الليبرالية والتحرر. تأسست على يد كاتب معروف هو بيتيتو بيريث جالدوس الذي تبنى فكر التجديد القومي. وعلى الرغم من عمرها القصير الذي لم يتجاوز الستة أشهر إلا أنها أيقظت وعيا ملموسا للتفكير في مستقبل إسبانيا. وقد شارك العديد من الشخصيات المهمة في مجلة الروح الإسبانية مثل فرانسيسكو سيلفيلا، وإدواردو داتو، وعدد من الرومانسيين كأمثال بيدرو دورادو مونتيرو، وسانتياغو رامون إي كاخال، وميغيل دي أونامونو، وبابلو اغليسياس، وفيثينتي بلاسكو إيبانييث وخواكين كوستا، وفرانسيسكو.

## كُتّاب البعثية الإسبانية
تفاعل كتّاب البعثية ضد تداعي نظام الكانوفية فكتبوا من أجل ذلك العديد من المقالات ونشروا دراسات تشجب الوضع الراهن. ووصل هذا الاستنكار أوجه بعد الهزيمة التي أُلحقت بالجيوش الإسبانية في الحرب مع أمريكا عام 1898 حيث خسرت إسبانيا على أثرها آخر مستعمرات لها في ما وراء البحار: بورتو ريكو، كوبا، وجزر الفلبين.
أما الكاتب الأكثر شهرة في هذه الحركة فهو نفسه قائدها: خواكين كوستا، الذي أحدث إرباكا ملحوظا في البلاد بسبب أعماله: مشاعية الإنتاج الزراعي 1898، الأوليغارشية والكاثيكية كشكل فعلي للحكم في إسبانيا 1951. ومهد له الطريق كتّاب آخرون مثل لوكاس مالاد Lucas Mallada مؤلف كتاب شرور الوطن والثورة الإسبانية في المستقبل، وكذلك ريكاردو ماثياس بيكابيا Ricardo Macías Picavea مؤلف كتاب المشكلة الإسبانية.
ومن جهة أخرى، سارت كوكبة من المؤلفين والكتّاب على نهج كوستا. مثال ذلك رافايل ألتاميرا Rafael Altamira الذي كتب سيكولوجية الشعب الإسباني، وفيه صوّر الوطنية كمفهوم روحي وفطري يستقر في دواخل الشعوب.
أما لوكاس فهو أيضا كاتب من أراغون ويُعارض عمله كتاب Idearium espanol للمؤلف كانيبت Ángel Ganivet الذي يتحدث عن رهاب الفرنسيين من الإسبان والذي يشكّل خطرا حقيقيا، إلا أن ميل الألمان نحو الإسبان قلل من حدة هذا الرهاب. وأطلق على الميل الألماني هذا «هيسبانوفيل». كما قام لوكاس بالدفاع عن النشاط الإسباني «الفكري والثقافي» في أميركا ظانا أن سمعة إسبانيا قد تحسنت فعلا حتى وإن كانت قد فقدت الاهتمام في شؤونها الخاصة وآثرت على ذلك التطلع إلى مناقشة قضايا ما دون ذلك. ومن ثمّ تطرّق لوكاس في عمله للحديث عن الوضع الراهن للبلد، حيث رفض -إضافة إلى ما سبق- التشاؤوم الذي تحدث فيه ريكاردو في كتاب «المشكلة الوطنية» رافضا بذلك الدكتاتورية التي يدعو لها ريكاردو مع الميل للسير على خطى خواكين كوستا وخوان ابلو فورنير اللذان يسعيان لتشكيل إسبانيا ديموقراطية.
ومن منطلق تلك الأفكار، فصل لوكاس الحياة الوطنية عن تلك السياسية التي أخفق قاداتها بتمثيلها حيث لخّص هذا التداعي السياسي بـ:
- الافتقار للوطنية.
- عدم احترام الملكية الفردية.
- غياب الاهتمام العام والمشترك بين أفراد الشعب.
- غياب مفهوم الاستقلال.
- انتشار التقاليد ذات القيم الهابطة.